# Sommepy-Tahure
Sommepy-Tahure je francouzská obec v departementu Marne v regionu Grand Est. V roce 2010 zde žilo 618 obyvatel.

## Vývoj počtu obyvatel
Počet obyvatel